# Blandfordia grandiflora
Blandfordia grandiflora är en enhjärtbladig växtart som beskrevs av Robert Brown. Blandfordia grandiflora ingår i släktet Blandfordia och familjen Blandfordiaceae. Inga underarter finns listade i Catalogue of Life.

## Bildgalleri

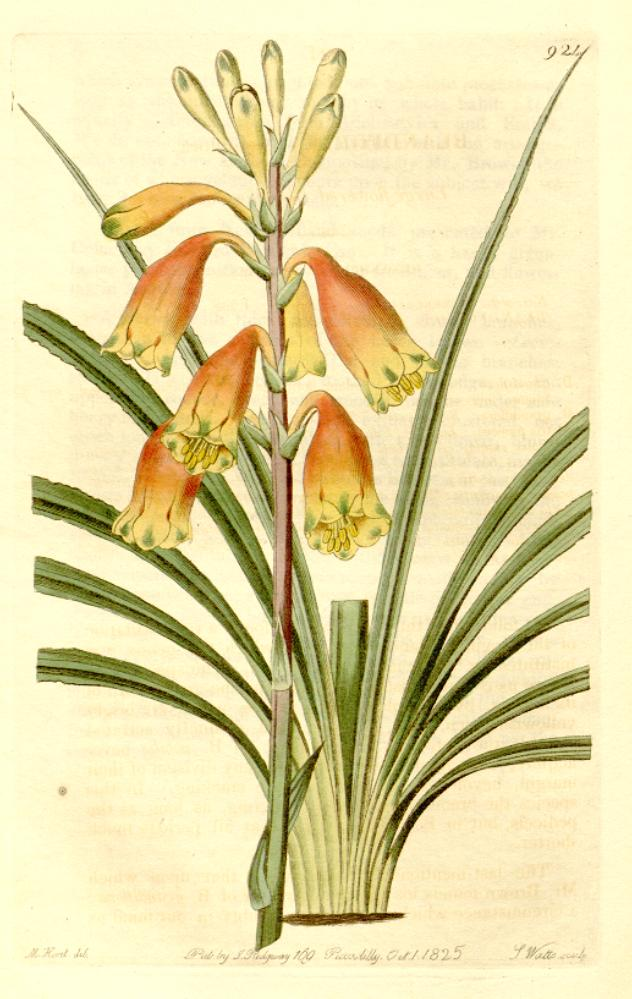
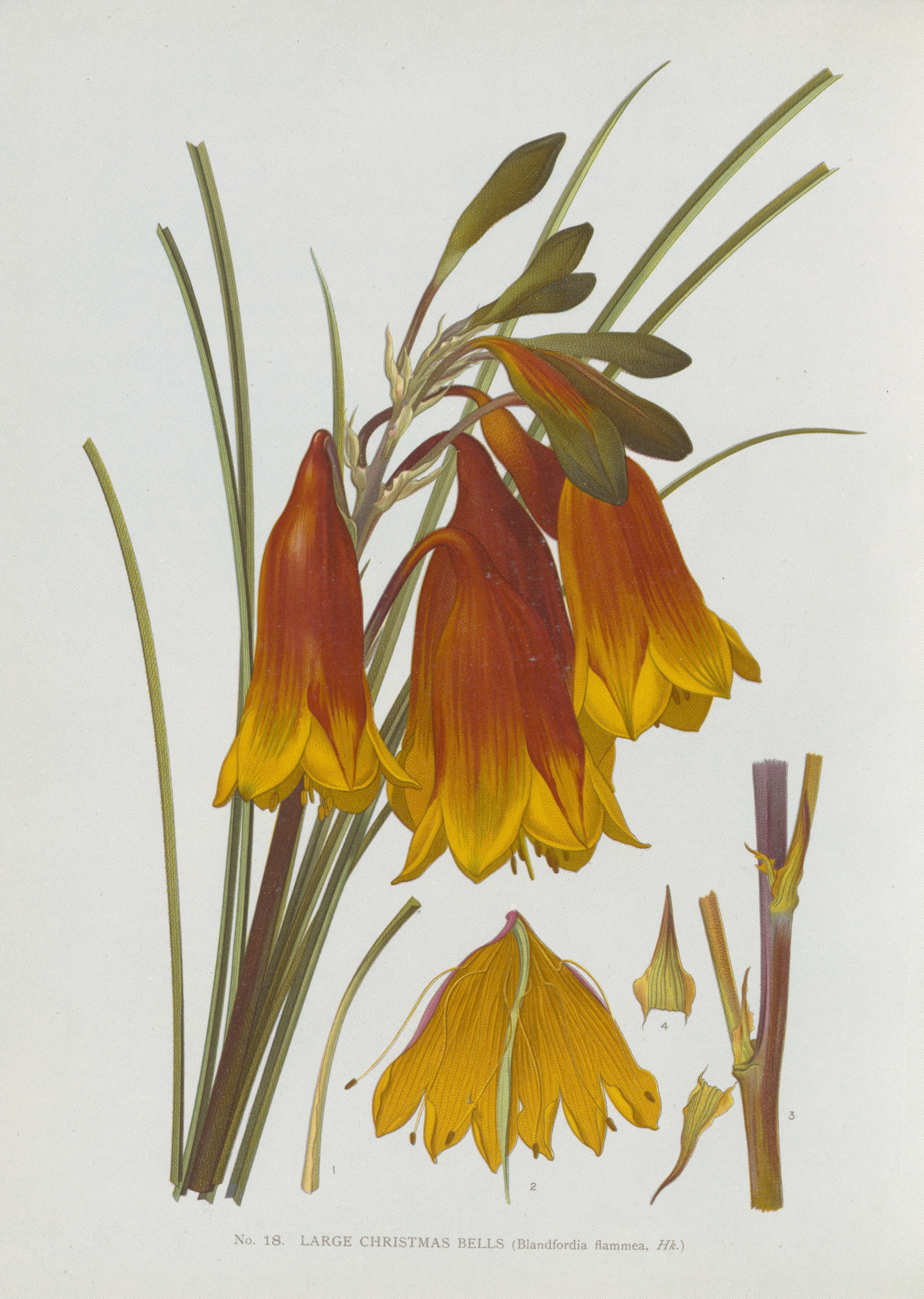
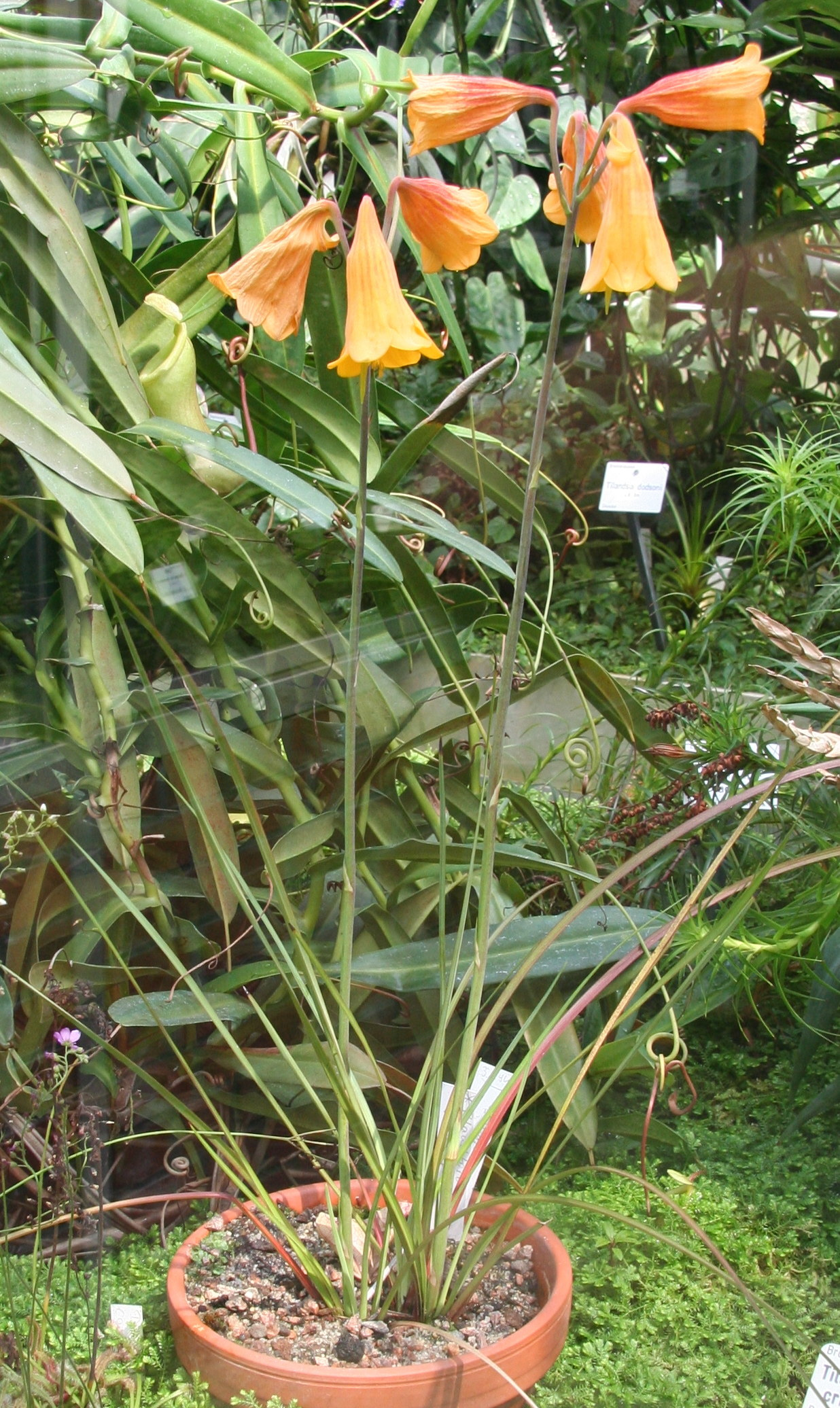